# Archaeogomphus
Archaeogomphus is een geslacht van libellen (Odonata) uit de familie van de rombouten (Gomphidae).

## Soorten
Archaeogomphus omvat 7 soorten:
- Archaeogomphus densus Belle, 1982
- Archaeogomphus furcatus Williamson, 1923
- Archaeogomphus globulus Belle, 1994
- Archaeogomphus hamatus (Williamson, 1918)
- Archaeogomphus infans (Ris, 1913)
- Archaeogomphus nanus Needham, 1944
- Archaeogomphus vanbrinkae Machado, 1994